# Cala Olivera
La playa Cala Olivera está situada en Santa Eulalia del Río, en la parte oriental de la isla de Ibiza, en la comunidad autónoma de las Islas Baleares, España. 
Es una playa de carácter aislado y carente de servicios, pero visitada por muchos bañistas. 